# 瑞沢村
瑞沢村（みずさわむら）とは、千葉県夷隅郡にかつて存在した村である。
村名は睦沢町立瑞沢小学校などにその名をとどめる。

## 地理
- 現在の睦沢町の西部に位置している。
- 村域は山がちな地形である。

## 歴史
村名は村内を流れる瑞沢川に由来する。

### 村域の変遷
- 1889年（明治22年）4月1日 - 町村制施行により、大上村、佐貫村、妙楽寺村が合併し夷隅郡瑞沢村が発足。
- 1955年（昭和30年）7月20日 - 瑞沢村は長生郡土睦村と長南町の一部（森・長楽寺）とともに合併し長生郡睦沢村が発足。瑞沢村は消滅。

変遷表
| 1868年 以前 | 1868年 以前 | 明治22年 4月1日 | 昭和30年 7月20日 | 昭和58年 4月1日 | 現在   |
| ----------- | ----------- | --------------- | ---------------- | --------------- | ------ |
|             | 大上村      | 瑞沢村          | 睦沢村           | 町制            | 睦沢町 |
|             | 妙楽寺村    | 瑞沢村          | 睦沢村           | 町制            | 睦沢町 |
|             | 佐貫村      | 瑞沢村          | 睦沢村           | 町制            | 睦沢町 |

## 人口
総数 [単位： 人]
| 1891年（明治24年） | 2,712 |